# Liga Mexicana del Pacífico 1961-62
La Temporada 1961-62 de la Liga Mexicana del Pacífico fue la 4.ª edición y comenzó el 6 de octubre de 1961.
Para esta campaña se cambió el sistema de competencia, dividiendo la temporada en dos vueltas, en caso de que el mismo equipo terminara de líder en las dos vueltas sería proclamado campeón, si los clubes líderes en cada mitad fueran distintos se jugaría una serie final a ganar 3 de 5 juegos. También se aumentado el número de juegos pasando de 54 a 60.
En esta temporada se presentó el primer juego sin hit ni carrera y el primer juego sin hit con carrera, además el club de Hermosillo obtuvo la triple corona de bateo por equipo.
La temporada finalizó el 4 de febrero de 1962, con la coronación de los Naranjeros de Hermosillo al ganar las dos vueltas en que se dividió la temporada.

## Sistema de competencia

### Temporada regular
La temporada regular se dividió en dos vueltas, cada vuelta estuvo integrada de 30 juegos, abarcando un total de 60 juegos a disputarse para cada uno de los cuatro clubes.

### Final
En caso de que el mismo equipo terminara de líder en las dos vueltas sería proclamado campeón, si los clubes líderes en cada mitad fueran distintos se jugaría una serie final a ganar 3 de 5 juegos.

## Calendario
- Número de Series: 20 series
- Número de Juegos: 20 series x 3 juegos = 60 juegos

## Datos sobresalientes
- Rubén Rendón lanza un juego sin hit con carrera el 13 de octubre de 1961, con Yaquis de Ciudad Obregón en contra de Ostioneros de Guaymas, siendo el primero de la historia de la LMP.
- Ostioneros de Guaymas logra un juego sin hit ni carrera el 19 de noviembre de 1961, el cual fue combinado por Emilio Ferrer y Vicente Romo, logrado en contra de Yaquis de Ciudad Obregón, siendo el primero de la historia de la LMP.
- El pitcher Miguel Sotelo de Naranjeros de Hermosillo estableció el récord de 18 juegos ganados, el cual sigue vigente en LMP.
- Naranjeros de Hermosillo obtiene la triple corona de bateo por equipo.

## Equipos participantes
| Liga Mexicana del Pacífico 1961-62 |           |                  |                        |                         |           |
| Equipo                             | Fundación | Mánager          | Ciudad                 | Estadio                 | Capacidad |
| Naranjeros de Hermosillo           | 1944      | Virgilio Arteaga | Hermosillo, Sonora     | Fernando M. Ortiz       | 5,000     |
| Ostioneros de Guaymas              | 1945      | Manuel Magallón  | Guaymas, Sonora        | "Abelardo L. Rodríguez" | 5,000     |
| Rieleros de Empalme                | 1948      | Tomás Arroyo     | Empalme, Sonora        | Estrellas Empalmenses   | ***       |
| Yaquis de Ciudad Obregón           | 1947      | Oscar Liogon     | Ciudad Obregón, Sonora | Álvaro Obregón          | ***       |

## Standings

### Primera Vuelta
| Equipos                  | JJ | JG | JP | JE | JV  | PCT  |
| ------------------------ | -- | -- | -- | -- | --- | ---- |
| Naranjeros de Hermosillo | 31 | 19 | 11 | 1  | -   | .633 |
| Ostioneros de Guaymas    | 31 | 15 | 14 | 2  | 3.5 | .517 |
| Rieleros de Empalme      | 30 | 15 | 14 | 1  | 3.5 | .517 |
| Yaquis de Ciudad Obregón | 30 | 9  | 19 | 2  | 9.0 | .321 |

| Campeón de la primera vuelta |

### Segunda Vuelta
| Equipos                  | JJ | JG | JP | JE | JV   | PCT  |
| ------------------------ | -- | -- | -- | -- | ---- | ---- |
| Naranjeros de Hermosillo | 30 | 20 | 10 | 0  | -    | .667 |
| Rieleros de Empalme      | 30 | 19 | 10 | 1  | 0.5  | .655 |
| Yaquis de Ciudad Obregón | 30 | 19 | 10 | 1  | 8.5  | .379 |
| Ostioneros de Guaymas    | 30 | 9  | 21 | 0  | 11.0 | .300 |

| Campeón de la segunda vuelta |

### General
| Equipos                  | JJ | JG | JP | JE | JV   | PCT  |
| ------------------------ | -- | -- | -- | -- | ---- | ---- |
| Naranjeros de Hermosillo | 61 | 39 | 21 | 1  | -    | .650 |
| Rieleros de Empalme      | 60 | 34 | 24 | 2  | 4.0  | .586 |
| Ostioneros de Guaymas    | 61 | 24 | 35 | 2  | 14.5 | .407 |
| Yaquis de Ciudad Obregón | 60 | 20 | 37 | 3  | 17.5 | .351 |

| Campeón |

Nota: Hermosillo se coronó campeón al ganar las dos vueltas.

## Cuadro de Honor
| Equipos                  | Posición   |
| ------------------------ | ---------- |
| Naranjeros de Hermosillo | Campeón    |
| Rieleros de Empalme      | Subcampeón |
| Ostioneros de Guaymas    | 3° Lugar   |
| Yaquis de Ciudad Obregón | 4° Lugar   |

## Designaciones
A continuación se muestran a los jugadores más valiosos de la temporada.
| Designación         | Ganador          | Equipo                   |
| ------------------- | ---------------- | ------------------------ |
| Jugador Más Valioso | Miguel Sotelo    | Naranjeros de Hermosillo |
| Pitcher del Año     | Miguel Sotelo    | Naranjeros de Hermosillo |
| Novato del año      | Vicente Romo     | Ostioneros de Guaymas    |
| Mánager del Año     | Virgilio Arteaga | Naranjeros de Hermosillo |
| Mánager Campeón     | Virgilio Arteaga | Naranjeros de Hermosillo |
| Campeón de Bateo    | Héctor Espino    | Naranjeros de Hermosillo |
| Campeón de Pitcheo  | Tomás Arroyo     | Rieleros de Empalme      |